# Далласская ратуша
Далласская ратуша (англ. Dallas City Hall) — здание муниципалитета Далласа, Техас, США, построенное по проекту архитектора Бэй Юймина в 1978 году. Находится в правительственном районе центральной части Далласа. Нынешнее здание стало пятым в истории города сити-холлом после здания муниципалитета Далласа, построенного в стиле бозар в 1914 году.
|           | When you do a city hall, it has to convey an image of the people, and this had to represent the people of Dallas… The people I met – rich and poor, powerful and not so powerful – were all very proud of their city. They felt that Dallas was the greatest city there was, and I could not disappoint them. (англ.) |  | Когда ты создаёшь ратушу, должен передать в ней человеческий образ, так что и этот сити-холл должен соответствовать жителям Далласа… Тут я встретил богатых и бедных, властных и не очень — все они гордились своим городом. Они считали, что Даллас самый великий город, и я не мог разочаровать их. (рус.) |  |
| Бэй Юймин | |  | |  |

Модернистская форма перевёрнутой пирамиды Бэя появилась в результате требований правительства. Необходимо было, чтобы на правительственные помещения было отведено больше места, чем на публичные, поэтому площадь каждого последующего этажа больше предыдущего, а стены наклонены под углом в 34°.
Ратуша использовалась в съёмках фильма Робокоп, в качестве здания корпорации ОСР. При помощи специальных эффектов были добавлены верхние этажи.